# Fundamenta Mathematicae
A Fundamenta Mathematicae matematikai folyóirat, melyet Zygmunt Janiszewski, Stefan Mazurkiewicz és Wacław Sierpiński lengyel matematikusok, a varsói matematikai iskola tagjai alapítottak 1920-ban.
Napjainkban a Lengyel Tudományos Akadémia Matematikai Intézete (lengyelül: Instytut Matematyki) adja ki ISSN 0016-2736(p) 1730-6329(e) számon. A lap valamennyi cikkét indexelik a Mathematical Reviews-ban.

## Tematika és szerkesztőbizottság
A folyóirat eredeti, máshol nem publikált cikkeket közöl a halmazelmélet, a matematikai logika és a topológia, illetőleg ezek és az algebra, valamint a dinamikai rendszerek közötti kapcsolatok területéről.
A folyóiratnak 2008-ban a következők voltak a tagjai: Andrzej Białynicki-Birula, Alexander Dranishnikov, William G. Dwyer, Stefan Jackowski, Tadeusz Januszkiewicz, Alexander Kechris, Karol Krzyżewski, Jean Lannes, Jan van Mill, Michał Misiurewicz, Jan Mycielski, Ludomir Newelski, Piotr Pragacz, David Preiss, Józef Przytycki, Feliks Przytycki, Czesław Ryll-Nardzewski, Saharon Shelah, Yakov Sinai, Sławomir Solecki, Stevo Todorčević, Henryk Toruńczyk, James E. West és Jean-Christophe Yoccoz.

## Története
Ez volt az első olyan matematikai szakfolyóirat a világon, ami a halmazelméletre és alkalmazási területeire fókuszált. A matematika egy vagy néhány ágára figyelő koncepciót Janiszewski fogalmazta meg egy 1917-ben a Nauka Polska (Lengyel Tudomány) c. folyóiratban megjelent cikkében. A folyóiratot Janiszewski, Mazurkiewicz és Sierpiński alapították, akik az iránt is kifejezték elkötelezettségüket, hogy a cikkeket ne csak lengyelül, de a nemzetközi matematikai fórumokon használt más nyelveken is közöljék.
Az első lapszám 1920-ban jelent meg és a lengyel matematikai iskolák felvirágzása kezdetének is tekinthető. A lapszámban Stefan Banach, Janiszewski, Kazimierz Kuratowski, Mazurkiewicz, Stanisław Ruziewicz, Sierpiński, Hugo Steinhaus és Witold Wilkosz lengyel matematikusok francia nyelvű írásai kaptak helyet. Janiszewski még az első lapszám megjelenése előtt elhunyt, így a szerkesztést ténylegesen Mazurkiewicz és Sierpiński végezte. 1928-ig részt vett a szerkesztésben Stanisław Leśniewski és Jan Łukasiewicz, majd ettől az évtől a szerkesztőségi titkár Kuratowski lett, aki 1945-től a lap főszerkesztője volt.
A folyóirat hamar népszerűvé vált a matematikusok körében, és 1936-ban Jacob Tamarkin szerint már a matematika modern történelmének részévé vált. A Második Lengyel Köztársaság idején, 1939-ig 32 lapszámban 915 cikk jelent meg, melyek közül 624-et lengyel tudós jegyzett. A publikációk 66%-a francia, 18%-a német, 14%-a angol és 1%-a olasz nyelvű volt.
A második világháború után szinte azonnal, még 1945-ben kiadták a 33. lapszámot, ami a Jagelló Egyetem nyomdájában készült. Az újság háború előtti, az alatt vagy az után írt írásokat tartalmazott. Napjainkban a cikkek többsége már angol nyelvű. 1945-től 2008-ig 1735 cikk jelent meg benne, melyek közül 636 lengyel szerzőtől származott.

## Fordítás
- Ez a szócikk részben vagy egészben a Fundamenta Mathematicae című lengyel Wikipédia-szócikk ezen változatának fordításán alapul.  Az eredeti cikk szerkesztőit annak laptörténete sorolja fel. Ez a jelzés csupán a megfogalmazás eredetét és a szerzői jogokat jelzi, nem szolgál a cikkben szereplő információk forrásmegjelöléseként.

## Külső hivatkozások
- A folyóirat angol nyelvű honlapja